# Kalasin
Pour la province de Thaïlande, voir Province de Kalasin.
Kalasin (en thaï : กาฬสินธุ์ ) est une ville de la région Nord-Est de la Thaïlande. En 2006, elle comptait 37 653 habitants.

## Personnalités liées à la ville
- Saengaroon Boonyoo, chanteuse, y est née.